# モド・リザル・ティシン
モド・リザル・ティシン（Mohd Rizal Tisin、1984年6月20日 - ）は、マレーシア、クラン出身の自転車競技（トラックレース）選手。

## 来歴
2008年
- 第28回アジア自転車競技選手権大会
  - 1kmタイムトライアル 優勝
  - チームスプリント 2位
- 北京オリンピック
  - チームスプリント 7位

2009年
- トラックワールドカップ
  - 北京大会 1kmTT 優勝
- トラックレース世界選手権
  - 1kmタイムトライアル 3位。マレーシア国籍選手として初めて、同大会でメダルを獲得した。

2010年
- コモンウェルスゲームズ
  - 1kmTT 2位
  - チームスプリント 3位

2011年
- 第31回アジア自転車競技選手権大会
  - 1kmTT 優勝
  - チームスプリント 3位